# Anne-Marie David
Anne-Marie David (Casablanca, 1952. május 23. –) francia énekesnő.

## Pályafutása
Énekesi karrierje Franciaországban kezdődött, amikor a Jézus Krisztus szupersztár című musical francia változatában Mária Magdolna szerepét játszotta. Az 1973-as Eurovíziós Dalfesztiválon Luxemburg  színeiben vett részt, és Tu te reconnaîtras című dalával az első helyen végzett. Az 1979-es Eurovíziós Dalfesztiválon már saját hazáját, Franciaországot képviselte, ekkor a harmadik helyet szerezte meg a Je suis l'enfant soleil című dallal.
1981-ben részt vett a dalfesztivál 25 éves fennállása alkalmából tartott jótékonysági rendezvényen Norvégiában. Ezután a 80-as években Norvégiában folytatta pályafutását. 1985-ben meghívták a dalfesztivál norvég nemzeti döntőjére zsűritagnak, amelynek győztese később Norvégia első győzelmét aratta a stockholmi versenyen.
Ezt követően hátat fordított a zenének, és elvonult a nyilvánosság elől. Csak 2004-ben tért vissza Live à Charleroi című albumával. 2005-ben fellépett a dalfesztivál 50 éves fennállása alkalmából szervezett koppenhágai rendezvényen, majd 2006-ban Federico címmel új albumot adott ki.